# ريتشارد هنت (ملحن)
ريتشارد هنت هو ملحن وعازف بيانو كندي، ولد في 1930، وتوفي في 8 ديسمبر 2011.